# بی‌بی‌سی چهار
بی‌بی‌سی چهار(به انگلیسی: BBC Four) کانال تلویزیونی بریتانیایی است که توسط شرکت بی‌بی‌سی اداره می‌شود. این شبکه که به صورت کابلی، ماهواره‌ای و اینترنتی قابل دسترسی است در دوم مارس ۲۰۰۲ میلادی راه اندازی شد.